# ۲۰۴۲ (میلادی)
۲۰۴۲ (میلادی) ۲۰۴۲مین سال تقویم میلادی است.

## درگذشتگان
‎